# Matti Nykänen

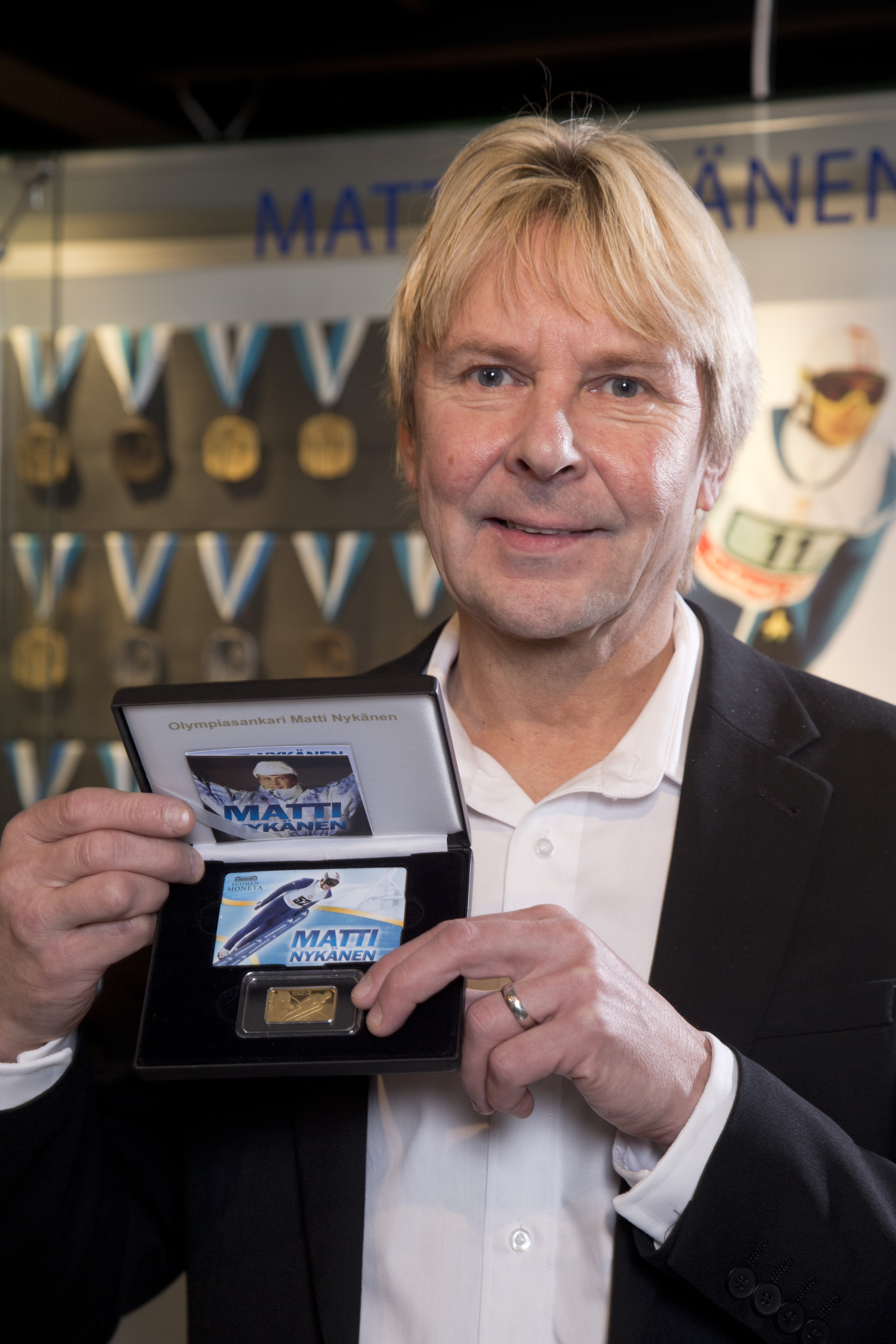
Matti Nykänen (2010)

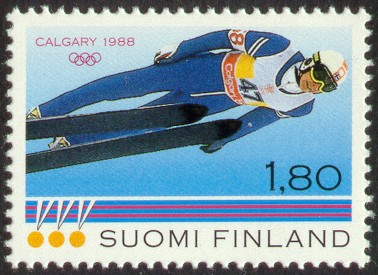
Nykänen op een postzegel

Matti Ensio Nykänen (Jyväskylä, 17 juli 1963 – Lappeenranta, 4 februari 2019) was een Fins schansspringer. Hij was een van de succesvolste springers in deze tak van sport en won onder andere viermaal olympisch goud en vijf wereldtitels, maar was ook bekend door zijn privéproblemen.

## Loopbaan
Zijn eerste grote titel haalde hij in 1982, toen hij in Oslo wereldkampioen werd op de grote schans (120m). Tijdens de Olympische Winterspelen 1984 in Sarajevo won hij op hetzelfde onderdeel goud. Zijn voorsprong van 17,5 punten op zijn grote rivaal, de Oost-Duitser Jens Weißflog, was de grootste in de olympische geschiedenis tot dan toe.
Vier jaar later, tijdens de Winterspelen van Calgary, wist Nykänen als eerste in de geschiedenis de titels op beide schansen te winnen. Ook won hij goud met de Finse ploeg, dit onderdeel stond voor het eerst op het olympisch programma. In totaal won hij viermaal de Wereldbeker en 46 wereldbekerwedstrijden. De laatste prestatie werd in 2013 verbeterd door Gregor Schlierenzauer. In 1983 en 1988 won hij het Vierschansentoernooi.
Nykänens resultaten gingen eind jaren tachtig hard achteruit, mede door zijn alcoholprobleem. Hij beëindigde zijn sportcarrière in 1991. Daarna was hij echter met grote regelmaat in het nieuws in Finland, onder andere door vier echtscheidingen, activiteiten als zanger en zelfs als stripper en vooral door een aantal spectaculaire rechtszaken. In 2004 werd hij tot 26 maanden gevangenisstraf veroordeeld wegens zware mishandeling, nadat hij een vriend van de familie had neergestoken. In september 2005 kwam hij vervroegd vrij; vier dagen later werd hij alweer gearresteerd, nu wegens mishandeling van zijn vijfde echtgenote, Mervi Tapola. Hij werd in maart 2006 opnieuw veroordeeld, ditmaal tot vier maanden. Eind 2009 kwam hij voor de zoveelste keer in opspraak, toen hij op tweede kerstdag zijn vrouw in haar gezicht stak. Voor dit misdrijf zat hij tot februari 2012 in de gevangenis.
Daarnaast is Nykänen in Finland bekend geworden door zijn uitspraken met een redelijk hoog Johan Cruijff-gehalte. Bijvoorbeeld "Huominen on aina tulevaisuutta." ("Morgen is altijd in de toekomst.")

## Privéleven
Hij stierf plotseling in de nacht van zondag 3 op maandag 4 februari 2019 in het bijzijn van zijn echtgenote. Met haar woonde hij in Joutseno. Matti Nykänen, vader van drie kinderen, trouwde zes keer.
1964: Veikko Kankkonen ·
1968: Jiří Raška ·
1972: Yukio Kasaya ·
1976: Hans-Georg Aschenbach ·
1980: Anton Innauer ·
1984: Jens Weißflog ·
1988: Matti Nykänen ·
1992: Ernst Vettori ·
1994: Espen Bredesen ·
1998: Jani Soininen ·
2002: Simon Ammann ·
2006: Lars Bystøl ·
2010: Simon Ammann ·
2014: Kamil Stoch ·
2018: Andreas Wellinger ·
2022: Ryoyu Kobayashi
1924: Jacob Tullin Thams ·
1928: Alf Andersen ·
1932: Birger Ruud ·
1936: Birger Ruud ·
1948: Petter Hugsted ·
1952: Arnfinn Bergmann ·
1956: Antti Hyvärinen ·
1960: Helmut Recknagel ·
1964: Toralf Engan ·
1968: Vladimir Belooesov ·
1972: Wojciech Fortuna ·
1976: Karl Schnabl ·
1980: Jouko Törmänen ·
1984: Matti Nykänen ·
1988: Matti Nykänen ·
1992: Toni Nieminen ·
1994: Jens Weißflog ·
1998: Kazuyoshi Funaki ·
2002: Simon Ammann ·
2006: Thomas Morgenstern ·
2010: Simon Ammann ·
2014: Kamil Stoch ·
2018: Kamil Stoch ·
2022: Marius Lindvik
1988: Nikkola, Nykänen, Ylipulli, Puikkonen ·
1992: Nikkola, Laitinen, Laakkonen, Nieminen ·
1994: Jäkle, Duffner, Thoma, Weissflog ·
1998: Okabe, Saito, Harada, Funaki ·
2002: Hannawald, Hocke, Uhrmann, Schmitt ·
2006: Widhölzl, Kofler, Koch, Morgenstern ·
2010: Loitzl, Kofler, Morgenstern, Schlierenzauer ·
2014: Wank, Kraus, Wellinger, Freund ·
2018: Tande, Stjernen, Forfang, Johansson ·
2022: Kraft, Huber, Hörl, Fettner
- Gemeinsame Normdatei: 128872039
- International Standard Name Identifier: 0000 0003 7189 9466
- MusicBrainz: ce0681a1-3b72-4a49-8353-c531bdd5cee7
- Nationale Bibliotheek van Tsjechië: js20080826008
- Système universitaire de documentation: 250166178
- Virtual International Authority File: 28134902